# Murina tiensa
Murina tiensa is een vleermuis uit het geslacht Murina die voorkomt in Noord- en Midden-Vietnam. De soort is bekend van drie exemplaren die in 2006 en 2007 in Kim Hy Nature Reserve in de provincie Bac Kan zijn verzameld en een vierde exemplaar uit Pu Mat National Park in de provincie Nghe An, dat in 1998 is gevangen. Deze soort behoort tot de "cyclotis-groep" binnen Murina. De exemplaren werden oorspronkelijk respectievelijk geïdentificeerd als iets in de buurt van M. leucogaster en als een grote vorm van M. huttoni. De soortnaam tiensa is Vietnamees voor "fee" en verwijst naar het mysterieuze, verborgen karakter van vleermuizen als Murina tiensa.
M. tiensa is een grote soort voor het geslacht. De haren op de bovenkant van het lichaam worden van de lichtgele wortels naar de roodbruine punten toe steeds donkerder; de onderkant van het lichaam is vuilwit. De wangen zijn wat donkerder. Het staartmembraan is dicht behaard. De voorarmlengte bedraagt 35,2 tot 40,1 mm, de oorlengte 15,6 tot 17,2 mm.